# Associació Internacional del Poble Treballador
L'Associació Internacional del Poble Treballador (anglès: International Working People's) o IWPA per les seves sigles en anglès, de vegades coneguda com la Internacional Negra, va ser una organització política anarquista internacional establerta el 1881 en una convenció celebrada a Londres.
Va ser als Estats Units d'Amèrica on va tenir una presència més forta i és recordada com l'organització política d'Albert Parsons, August Spies i altres líders anarquistes processats arran de l’⁣atemptat d'Haymarket de 1886 a Chicago.

## Història de l'organització

### Orígens
Els anarquistes i els socialistes revolucionaris (que en la llengua de l'època s'anomenaven «revolucionaris socials») estaven units pel seu menyspreu a la política electoral i al reformisme progressiu. Canvis tan tebis com la reforma de la moneda, la reforma de la funció pública, la propietat estatal d'⁣obres públiques i la reducció de l'⁣aranzel van ser rebutjats com a irrellevants. Alguns creien que només mitjançant l'aplicació de la força armada seria possible la transformació revolucionària de la societat i l'economia.
El 1872, l'⁣Associació Internacional de Treballadors (AIT i ara coneguda com la «Primera Internacional») s'havia escindit, després que el líder anarquista Mikhaïl Bakunin hagués estat expulsat pel Consell General (que dirigia Karl Marx). Durant els anys 1872-1877 la Internacional de Sant-Imier va afirmar ser l'hereva de l'AIT.
El 1881 es va celebrar un congrés d'organitzacions anarquistes i socialistes revolucionaris a Londres amb l'objectiu d'establir una nova organització internacional. Aquesta nova organització, l'Associació Internacional del Poble Treballador (més tard coneguda com la «Internacional Negra») tenia la intenció de proporcionar un punt de trobada al voltant del qual diversos grups nacionals poguessin organitzar-se.

### Als Estats Units d'Amèrica

#### Orígens
El lent ritme de progrés i els resultats limitats obtinguts pel Partit Socialista Obrer d'Amèrica (anglès: Socialist Labor Party of America, SLP, organitzat com a «Partit dels Treballadors» el 1876) durant els seus primers anys va ser frustrant i desmoralitzador per a moltes seccions de l'organització. En absència d'un èxit electoral significatiu, moltes seccions del SLP van començar a debatre la qüestió de la lluita armada. Aquest moviment va ser particularment fort al centre industrial de Chicago, poblat per un gran nombre d'immigrants de parla alemanya coneixedors del moviment revolucionari europeu.
A la fundació de la IWPA a Londres van assistir un grup de socialistes revolucionaris de Nova York, que en tornar a Amèrica van convocar una reunió de grups revolucionaris estatunidencs a Chicago. A la convenció de Chicago de 1881 van adoptar el nom de Partit Socialista Revolucionari Obrer (anglès: Revolutionary Socialist Labor Party) i va aprovar una plataforma que instava la formació de sindicats sobre principis comunistes i en què demanava que només es prestés suport als sindicats de caràcter progressista. La plataforma també va denunciar l'ús de les urnes com a vehicle de canvi social revolucionari, declarant, en canvi, que les eleccions eren «un invent de la burgesia per enganyar els treballadors». En canvi, serien «les organitzacions armades d'obrers que estan disposades a resistir la invasió dels seus drets» les que van ser fonamentals, va declarar la plataforma.

#### Incorporació de Johann Most

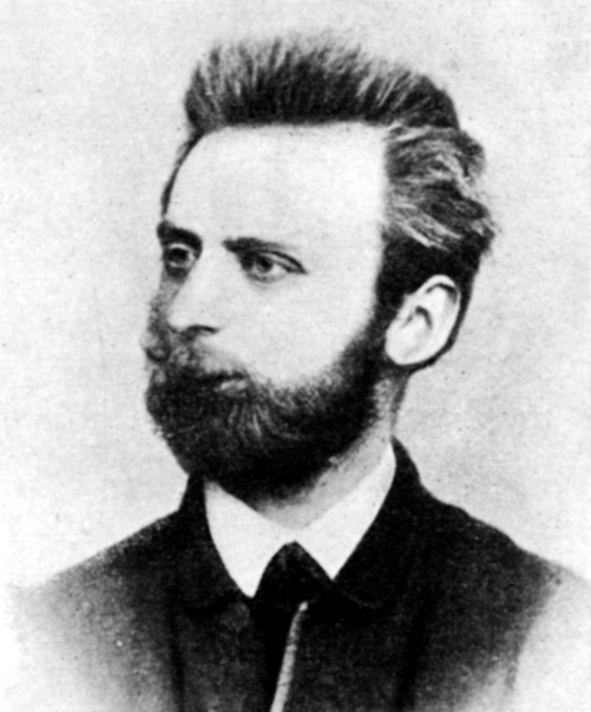
El periodista i orador anarquista Johann Most de jove

Un punt d'inflexió clau va arribar el desembre de 1882 amb l'arribada a Amèrica de Johann Most, un antic representant parlamentari del Partit Socialdemòcrata d'Alemanya que s'havia convertit en anarquisme. La majoria acabava d'acabar una condemna de 16 mesos de presó per haver glorificat l'assassinat del tsar rus Alexandre II i instar a què fos emulat al seu diari Freiheit (Llibertat). L'arribada de Most va ser celebrada per una multitud entusiasta a la gran sala del centre d'ensenyament superior Cooper Union de la ciutat de Nova York. A principis de 1883 Most va realitzar una gira per les principals ciutats industrials d'Amèrica, que va portar a la formació de noves agrupacions locals.
Most va portar a la ciutat de Nova York el seu diari, Freiheit (Llibertat), que defensava la lluita contra l'autoritat de l'estat, ampliant la bretxa entre els socialistes d'orientació electoral del Partit Socialista Obrer i el creixent moviment del socialisme Revolucionari. 

#### Divisió en el Partit Socialista Obrer d'Amèrica
La divisió entre l'SLP i els socialistes revolucionaris i anarquistes es va formalitzar el 1883, quan ambdós grups van celebrar convencions separades, a Baltimore i Pittsburgh respectivament. La convenció celebrada a Pittsburgh l'octubre de 1883 dels anarquistes i socialistes revolucionaris va comptar amb la presència de representants de seccions de 26 ciutats.
Va ser la convenció de Pittsburgh la que formalment va crear la secció estatunidenca de la IWPA. La convenció va adoptar un manifest conegut com la Proclamació de Pittsburgh, declarant l'organització per a «la destrucció del domini de classe existent per tots els mitjans» i per a l'establiment d'un sistema econòmic basat en «contractes lliures entre les comunes i associacions autònomes (independents), basant-se en una organització federal». Es va establir una «Oficina d'Informació» a Chicago per coordinar l'activitat de la «federació de grups autònoms» que declaressin la seva adhesió a l'organització.
Els delegats de la convenció de Pittsburgh van coincidir en l'eficàcia de la força armada, però van discrepar quant a la seva funció. Els delegats orientals, entorn de Johann Most, van argumentar a favor de la «propaganda del fet» —actes de terrorisme individualistes que guanyarien els treballadors alienats a la causa anarquista mitjançant el poder de l'exemple. Delegats occidentals com Spies i Parsons van defensar, en canvi, la feina als sindicats com a vehicle per al canvi revolucionari, rebutjant la preocupació obsessiva del moviment obrer per les demandes immediates, però insistint que l'acció directa dels sindicats seria clau per establir els grups de producció embrionària de la nova societat. Aquesta barreja d'anarquisme i sindicalisme seria coneguda com la «idea de Chicago».

#### Creixement i davallada

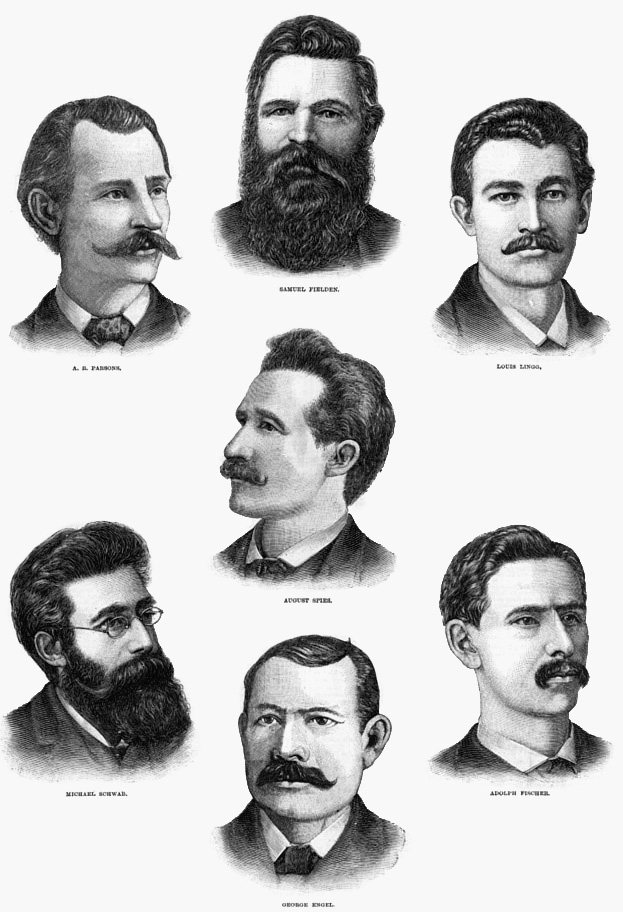
Les condemnes a mort dictades a set líders anarquistes destacats de Chicago juntament amb l'atemptat d'Haymarket de 1886 van frenar i dispersar de manera efectiva la IWPA als EUA.

La secció estatunidenca de la IWPA va créixer de manera constant des de la tardor de 1883, assolint un màxim d'uns 5.000 membres. La majoria d'aquests membres eren immigrants procedents d'Europa, principalment d'⁣Alemanya. La circulació del diari de Most, Freiheit, va augmentar considerablement, mentre que alguns diaris importants en llengua alemanya van transferir la seva lleialtat de l'SLP a la nova organització.
Mentrestant, els membres del SLP van caure en picat a només 1.500 i el seu secretari nacional, Philip Van Patten, va deixar una misteriosa nota de suïcidi i va desaparèixer, per ressorgir més tard a una altra ciutat com a treballador de l'estat. A la seva convenció de Baltimore de desembre de 1883, l'SLP va prendre el pas extraordinari, encara que de curta durada, d'abolir completament el paper de secretari nacional i adoptar un programa especialment radical amb l'esperança d'arreglar algun tipus d'unitat organitzativa amb els anomenats «internacionalistes» de la IWPA. Finalment, però, l'SLP va determinar que la diferència sobre la qüestió de la violència amb la IWPA va fer impossible la unificació.
Arran de l'atemptat a Haymarket de 1886 i la repressió llançada contra líders destacats del moviment anarquista nord-americà com l'editor de diaris en anglès Albert Parsons i l'editor de diaris en alemany August Spies, les seccions estatunidenques de la IWPA van començar a desintegrar-se ràpidament. Almenys una part del moviment anarquista nord-americà, almenys un historiador creu, va passar al Partit Socialista Obrer més moderat després del desastre de Chicago.
El moviment anarquista pràcticament va desaparèixer després de l'execució dels líders d'Haymarket el 1887. Tot i que el diari The Alarm va continuar publicant a Chicago durant un temps, simpatitzants i anunciants es van espantar per la dura repressió. No obstant això, alguns petits grups anarquistes van sobreviure, sobretot els que envoltaven Johann Most i Benjamin Tucker i els seus respectius diaris, Freiheit i Liberty, publicats a Nova York i Boston.

## Intents posteriors de refundar la Internacional Anarquista
Es va fer un esforç per reviure l'Associació Internacional dels Treballadors mitjançant una convenció d'anarquistes celebrada a Amsterdam el 1907, però l'organització no va reeixir.
Un darrer intent de reviure la IWPA es va fer el desembre de 1921 en un altre congrés internacional a Berlín d'anarquistes i donaria lloc a la fundació de l'Associació Internacional de Treballadors l'any següent.

## Publicacions

### Diaris estatunidencs afins a la IWPA
- The Alarm, Chicago, octubre de 1884-desembre de 1888?
- Chicagoer Arbeiter-Zeitung, Chicago, juny de 1874 - 1924? (Anarquista: 1880-1886).
- The Labor Enquirer, Denver, 1882-1888.
- Die Fackel, Chicago, maig de 1879-octubre de 1919 (anarquista: 1880-1886).
- Freedom, Chicago, novembre de 1890-maig de 1892.
- Freiheit, Londres, Berlín, Exeter, Nova York, Chicago, Hoboken i Buffalo, gener de 1879-agost de 1910.
- Liberty, Boston, agost de 1881-abril de 1908.
- Lucifer, the Light-Bearer, Valley Falls, Topeka i Chicago, 1883-juny de 1907.
- Truth: A Journal for the Poor, San Francisco, 1881-desembre de 1884.
- Der Vorbote, Chicago, febrer 1874-abril 1924 (anarquista: 1880-1886).

Fonts: